# Temple of Apshai
Temple of Apshai est un jeu vidéo de rôle développé par Jon Freeman et Jeffrey Johnson et publié par Automated Simulations en 1979 sur TRS-80 puis sur Commodore PET. Il est ensuite porté sur Apple II en 1980, sur Atari 8-bit en 1981, sur IBM PC en 1982 et sur Commodore VIC-20 et Commodore 64 en 1983. Il est généralement considéré comme un des premiers jeux de rôle sur ordinateur bénéficiant de graphisme.
Temple of Apshai est le premier jeu de la série Dunjonquest qui regroupe différents jeux de rôle sur ordinateur basés sur son moteur de jeu. Epyx publie d'abord The Datestones of Ryn (1979) et Morloc's Tower (1979) qui utilisent une version simplifiée de son système de jeu pour proposer une aventure plus accessible,. L'éditeur publie ensuite Hellfire Warrior (1980) qui constitue la suite directe du jeu original avec ses quatre niveaux de donjons numérotés de cinq à huit,. La même année, il lance également la série Starquest qui transpose  son système de jeu à un univers de science-fiction avec la sortie de Rescue at Rigel (1980) puis de sa suite Star Warrior (1980). Epyx publie ensuite deux extensions – Upper Reaches of Apshai (1981) et Curse of Ra (1982) – pour Temple of Apshai et deux extensions – The Keys of Archeron (1981) et Danger in Drindisti (1982) – pour Hellfire Warrior ainsi que le stand-alone Sorcerer of Siva (1981) dans lequel le joueur incarne un magicien ainsi que. L'éditeur publie enfin une préquelle du jeu originale baptisée Gateway to Apshai (1983) qui utilise un nouveau moteur de jeu.
Temple of Apshai bénéficie également d'un remake baptisé Temple of Apshai Trilogy (1985) doté de nouveaux graphismes et effets sonores et qui regroupe le jeu original et ses deux extensions.
À sa sortie, Temple of Apshai  connaît un énorme succès pour l’époque. Il dépasse les 30 000 copies vendues en juin 1982 et reste un des jeux vidéo les plus vendus pendant au moins quatre ans.
Une traduction française sur Apple II fut commercialisée en 1983, et était publiée par Vifi / Sogiciel,.